# The Three Ravens
The Three Ravens (Roud 5, Child 26) är en engelsk folkballad, tryckt i låten boken Melismata  sammanställd av Thomas Ravenscroft och publicerades 1611. Det finns anor att sången är äldre än så. Nyare versioner (med annan musik) spelades in ända fram till 1800-talet. Francis James Child spelade in flera versioner i sina Child Ballads (katalogiserad som nummer 26). En skotsk språkballad som heter " Twa Corbies " ("Två korpar" eller "Två kråkor"; etymologirelaterad till latinska corvus) har texter baserade på "The Three Ravens" med en liknande allmän historia, men med en mörkare twist. Twa Corbies sjungs till en annan melodi.
Balladen berättar om tre asätarfåglar som pratar om var och vad de ska äta. Man berättar om en nyligen dödad riddare, men de märker att han bevakas av sina lojala hökar och hundar. Dessutom kommer en "fallow doe", en uppenbar metafor för riddarens gravida ("as great with young as she might go") älskare eller älskarinna till hans kropp, kysser hans sår, bär honom bort och begraver honom och lämnar korparna utan måltid. Berättelsen slutar med "God send euery gentleman / Such haukes, such hounds, and such a Leman".

## Ljudexempel
- Rabenanwälte und Abmahnkrähen (fil) (på Tyska) – en parodi på “The Three Ravens”.

## Fortsatt läsning
- En litterär analys av verket: Vernon V Chatman III, “The Three Ravens Explicated,” Midwest Folklore, Vol. XIII # 3, sommaren 1963